# Johann Christoph Gottsched

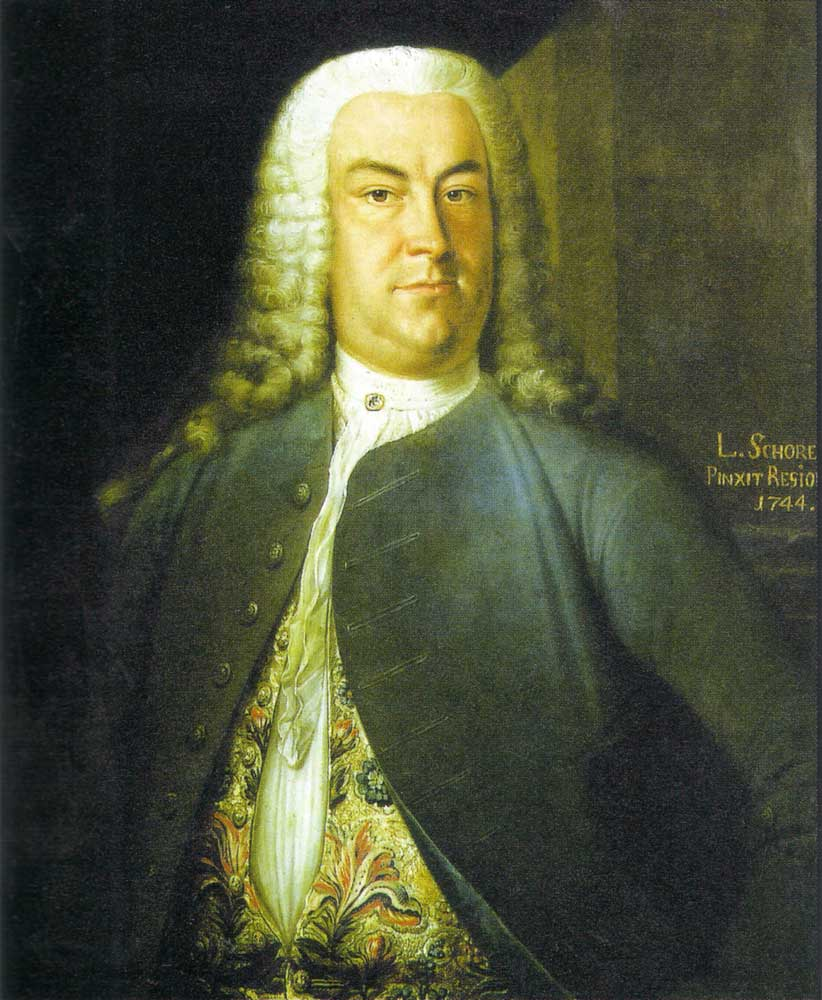
Johann Christoph Gottsched, Gemälde von Leonhard Schorer, 1744

Johann Christoph Gottsched (* 2. Februar 1700 in Juditten, Herzogtum Preußen; † 12. Dezember 1766 in Leipzig, Kurfürstentum Sachsen) war ein deutscher Schriftsteller, Dramaturg, Sprachforscher und Literaturtheoretiker sowie Professor für Poetik, Logik und Metaphysik der Aufklärung.

## Leben
Gottsched war Sohn des Pastors von Juditten, Christoph Gottsched (1668–1737), und dessen Ehefrau Anna Regina Biemann (1671–1763). Johann Heinrich Gottsched (1706–1771), der Redakteur des hessischen Hof- und Staatskalenders, war sein Bruder. Johann Daniel Gottsched war sein Neffe und zeitweise der Sekretär von Gabriel de Riqueti, Comte de Mirabeau. Gottscheds Großvater mütterlicherseits war der schriftstellerisch veranlagte Pastor Johann Biemann (* 24. Juni 1646 in Königsberg), der fünfzehn Jahre lang das Pfarramt bei der Festung Groß Friedrichsburg verwaltet hatte.
Nach dem ersten Unterricht, den er von seinem Vater erhielt, immatrikulierte sich Gottsched 1714 mit 14 Jahren an der Albertina, der Universität Königsberg, um Theologie zu studieren. Sein Interesse für die Philosophie brachte Gottsched die Beschäftigung mit den Werken des Universalgelehrten Gottfried Wilhelm Leibniz und des Vordenkers der Aufklärung Christian Wolff ein. Anschließend wechselte er zum Studienfach Philosophie und blieb sein Leben lang unbeirrbarer Wolffianer. Seine an Wolff orientierte philosophische Methode beschreibt er als mathematische Lehrart. Einer seiner Lehrer war u. a. auch Johann Jakob Quandt.
Im Januar 1724 flüchtete Gottsched, der inzwischen den akademischen Grad eines Magister Artium erworben hatte, nach Leipzig. Gerüchte über die brutalen Methoden der preußischen Militärwerber hatten den hochgewachsenen Dozenten vertrieben. An der Universität Leipzig freundete er sich bald mit dem Polyhistor Johann Burckhardt Mencke an, der ihn als Hofmeister für seinen ältesten Sohn engagierte. An den Acta eruditorum, welche Mencke herausgab, konnte Gottsched nicht mitarbeiten. Deshalb habilitierte er sich noch im selben Jahr und erhielt eine Lehrerlaubnis.
Mencke führte Gottsched nicht nur in die Gesellschaft ein, sondern war ihm auch ein Fürsprecher bei der Aufnahme in die Teutschübende poetische Gesellschaft. Als er 1727 zu ihrem „Senior“ gewählt wurde, wandelte er diese Vereinigung in die Deutsche Gesellschaft in Leipzig um. Diese Gesellschaft wurde für Gottsched das ideale Forum für seine Reformbemühungen der Sprache und Literatur. So wurden dann auch bald an mehreren Orten, meist in Universitätsstädten, Deutsche Gesellschaften nach den Maßgaben Gottscheds gegründet.

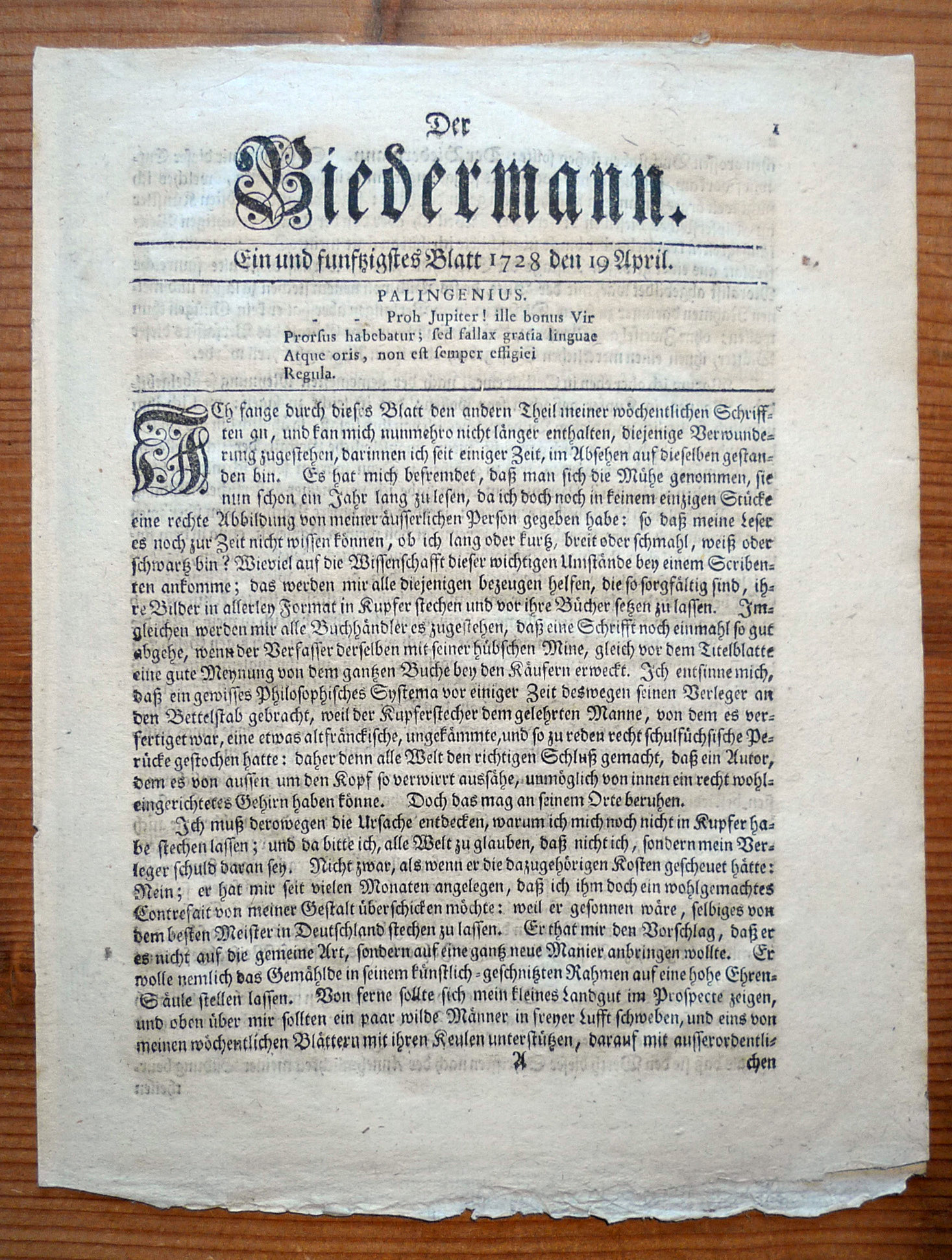
Der Biedermann, Titelseite vom 19. April 1728

1725 begann Gottsched seine moralische Wochenschrift Die vernünftigen Tadlerinnen zu veröffentlichen, zuerst in Halle, dann in Leipzig. Wie in dieser Zeitschriftengattung nicht unüblich, war sie von Anfang an auf zwei Jahre konzipiert. 1727 bis 1729 folgte die unter dem Pseudonym Ernst Wahrlieb Biedermann veröffentlichte Wochenschrift Der Biedermann. Bereits in diesen Wochenschriften begann er das literarische Leben der Frühaufklärung zu gestalten.
Im Laufe des Jahres 1727 machte Gottsched die Bekanntschaft der Theaterprinzipalin Friederike Caroline Neuber und ihres Ehemanns Johann Neuber. In einer fruchtbaren Zusammenarbeit sollte ein regelgerechtes nationales deutsches Theater entstehen. Das große Vorbild dieses frühen Vordenkers der Aufklärung waren die von der Antike beeinflussten, meist aus dem Französischen übersetzten, Dramen von Pierre und Thomas Corneille, Philippe Néricault Destouches, Molière, Jean Racine, Voltaire u. a. Im Oktober 1737 wurde in einem extra dafür geschaffenen Stück die Figur des Harlekins (Hanswurst) von der Bühne verbannt.
1730 avancierte Gottsched zum außerordentlichen Professor für Poetik, und vier Jahre später ernannte man ihn zum ordentlichen Professor der Logik und Metaphysik. Während dieser Zeit wurde er mehrmals zum „Rector magnificus“ (Dekan der Philosophischen Fakultät) gewählt.
Wegbereiter und Vordenker in Gottscheds Reformbestreben war sein ehemaliger Königsberger Professor Johann Valentin Pietsch (1690–1733). Dieser bestärkte Gottsched immer wieder in dessen Abneigung gegen die Barockliteratur insbesondere der zweiten Hälfte des 17. Jahrhunderts und deren sprachlichen Manierismus. Gottscheds sprachliche und literarische Reformbestrebungen setzten sich in seinen literaturkritischen Periodika fort. In den Jahren 1732 bis 1744 erschienen die Beyträge zur critischen Historie der deutschen Sprache, Poesie und Beredsamkeit. Fortgesetzt wurden sie von 1745 bis 1750 mit dem Neuen Büchersaal der schönen Wissenschaften und freyen Künste und in den Jahren 1751 bis 1762 erschien Das Neueste aus der anmuthigen Gelehrsamkeit. Gottsched war Hauptautor und Herausgeber der Zeitschriften, die aber auch anderen Wissenschaftlern ein Diskussionsforum boten. Insgesamt produzierte der Leipziger Gelehrte so im Laufe seines Lebens etwa 20.000 gedruckte Zeitschriftenseiten.
1731 wurde in Leipzig Gottscheds Tragödie Sterbender Cato uraufgeführt. Dieses überaus erfolgreiche Stück hatte er streng nach den Vorgaben der zeitgenössischen französischen Dramenpoetik verfasst, die sich auf Aristoteles berief (siehe Regeldrama). Gottsched wurde zu seinem Werk, das als das erste deutsche „Originaldrama“ galt, das nach den Regeln der aufklärerischen Poetik geschrieben wurde, durch das gleichnamige Stück von Joseph Addison angeregt. Das Drama war wenig später Zielscheibe für Spott und Kritik seiner Gegner, deren es nicht wenige gab, vor allem von Seiten der Schweizer Johann Jakob Bodmer und Johann Jakob Breitinger sowie des Hallensers Jakob Immanuel Pyra; Pyra behauptete, Gottsched habe das Drama „mit Scheere und Kleister“ verfertigt, und glaubte massive Verstöße gegen die aristotelischen Regeln feststellen zu können.

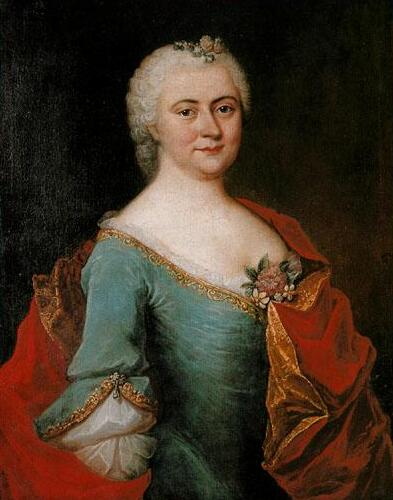
Die Gottschedin, die erste Ehefrau, Luise Adelgunde Victorie Kulmus, Ölbild von Elias Gottlob Haußmann um 1750

1735 heiratete Gottsched in Danzig die literarisch hochbegabte Luise Adelgunde Victorie Kulmus. Seine Ehefrau, die in Zeitschriftenveröffentlichungen meist nur „die geschickte Freundin“ genannt wurde, unterstützte ihn nach allen Kräften und wurde auch literarisch tätig. Sie schrieb vor allem Komödien und Zeitschriftenbeiträge und übersetzte aus dem Englischen (u. a. Alexander Popes Lockenraub) und dem Französischen. In der Literaturgeschichte wird ihr dichterisches Talent allgemein weit höher eingeschätzt als das ihres Gatten. Wegen Gottscheds außerehelichen Abenteuern, aber auch wegen seiner zunehmend doktrinären Ablehnung neuerer literarischer Bestrebungen, war die Ehe nicht glücklich.
In der Critischen Dichtkunst (zuerst 1729, 4. Auflage 1751), seinem literaturtheoretischen Hauptwerk, argumentierte Gottsched für seine rationalistische Dichtungsauffassung, gemäß der Poesie Regeln zu folgen habe, welche sich mit den Mitteln der Vernunft begründen lassen. Der Phantasie räumte Gottsched keine Freiheiten gegenüber dem Vernünftigen ein, und auch das Wunderbare wurde durch die leibnizsche und wolffianische Theorie der möglichen Welten reglementiert. Aus diesen Vorgaben ergab sich Gottscheds ablehnende Haltung zur Darstellung übernatürlicher Erscheinungen, deren literarisches Paradigma in der zeitgenössischen Diskussion John Miltons religiöses Epos Paradise Lost war. Gottsched, der auch in seinen philosophischen Schriften dem Deismus nahestand, lehnte religiöse Themen als Gegenstand der Literatur ab. Diese Dichtungsauffassung führte zum sogenannten Zürcher Literaturstreit mit den beiden Schweizern Johann Jakob Bodmer und Johann Jakob Breitinger, deren literaturtheoretische Vorstellungen nicht weniger rationalistisch waren als die Gottscheds, die – bedingt auch durch die Gegebenheiten des reformierten Zürich – in ihrer Haltung zum Wunderbaren und zur religiösen Dichtung aber andere Akzente setzten als der Leipziger Gottsched. Die auf beiden Seiten zunehmend mit Mitteln der Satire und der persönlichen Verunglimpfung geführten Auseinandersetzungen waren das literarische Hauptereignis der Jahre zwischen 1730 und etwa 1745, doch hielten schon unbeteiligte Zeitgenossen den Streit für eine primär literaturpolitische Angelegenheit zweier um Einfluss konkurrierender Parteien. Auch in Deutschland gab es heftige Kritik an Gottsched. Im Jahr 1743 eröffnete Jakob Immanuel Pyra einen Angriff auf Gottsched durch den „Erweis, dass die Gottschedianische Sekte den Geschmack verderbe“. Durch die Massivität der Angriffe auf Gottsched gingen im Urteil seiner Zeitgenossen seine Gegner als Sieger des Streits hervor, zumal Bodmer es verstanden hatte, die wichtigsten Autoren der Zeit auf seine Seite zu ziehen. Gottscheds maßgebliche Rolle in der Ausbildung der Literatur des 18. Jahrhunderts wurde nach seinem Tod lange Zeit unterschätzt. Die wissenschaftliche Neubewertung Gottscheds geht vor allem auf Theodor Wilhelm Danzel zurück.
1736 erschien seine Ausführliche Redekunst, in der Gottsched die Tradition der klassischen Rhetorik zusammenfasste und sie einer Reinterpretation nach den rationalistischen Maßstäben der Frühaufklärung unterzog. Zweierlei kennzeichnet Gottscheds Position in Poetik und Rhetorik: zum einen die Kritik am Stil der Barockrhetorik („schwülstiger Stil“), zum anderen die aufklärerische Überzeugung, alles sei durch die Vernunft erkennbar. Leitbegriff ist der „Witz“ im Sinne eines Vermögens, Gemeinsamkeiten zwischen scheinbar unzusammenhängenden Dingen oder Sachverhalten zu erkennen, sowie der „Geschmack“ als die Fähigkeit, vernunftgemäße Urteile zu fällen, ohne sie vorher deduktiv herzuleiten.
Zu diesen beiden Hauptwerken Gottscheds kamen als drittes die umfangreichen Ersten Gründe der gesamten Weltweisheit, die im Wesentlichen eine deutsche Bearbeitung der lateinischen Wolffschen Metaphysik darstellen, und die Deutsche Sprachkunst, eine Grammatik des Deutschen, die jahrzehntelang im Schulunterricht verwendet wurde und der so große Bedeutung bei der Ausbildung der deutschen Schriftsprache des 18. Jahrhunderts zukommt.
Die 1752 von ihm begründete Gesellschaft der freyen Künste zu Leipzig war eine gelehrte Sozietät, die bis zum Ende des 18. Jahrhunderts bestand.
1754 erschien mit den Vorübungen der Beredsamkeit, einem um Mustertexte angereicherten Auszug der Ausführlichen Redekunst, das letzte deutschsprachige auf der antiken Rhetorik fußende Schulbuch.
Zwischen 1757 und 1765 begann Gottsched seinen Nöthigen Vorrath zur Geschichte der deutschen dramatischen Dichtkunst zu veröffentlichen. Diese Kompilation sollte alle Dramen der Jahre 1450 bis 1760 verzeichnen, blieb aber unvollendet. Noch heute ist dieser Torso ein wichtiges Hilfsmittel für das Studium der Geschichte des deutschen Schauspiels.
Bereits seit seinen Anfängen bemühte Gottsched sich um die Vermittlung der Schriften der französischen Aufklärung. Besonders nahe stand ihm Fontenelle, von dem er mehrere Werke übersetzte und kommentierte. Andere Autoren, die ihm ferner lagen, wie Pierre Bayle und Helvétius, wurden von ihm in deutschen Übersetzungen, die von seinen Schülern oder Bekannten stammten, herausgegeben und mit kritischen Anmerkungen versehen. Gottsched lehnte zwar den Skeptizismus Bayles ebenso ab wie den Materialismus von Helvétius, doch hielt er deren Schriften für wichtig genug, um sie trotzdem dem deutschen Publikum vorzustellen. Ebenso wichtig war Gottscheds frühe Vermittlung der englischen Literatur, die er besonders in den von ihm herausgegebenen Wochenschriften behandelte. Da er sich in seiner Poetik aber stärker an die Literaturtheorie des französischen Klassizismus anlehnte, was v. a. von Gotthold Ephraim Lessing im 17. Literaturbrief (16. Februar 1759) polemisch kritisiert wurde, ist Gottscheds bedeutende Rolle als Vermittler englischer Literatur und Philosophie meist unterschätzt worden.
Am 26. Juni 1762 starb seine erste Ehefrau, Luise Adelgunde Victorie Gottsched geb. Kulmus, nach kurzer Krankheit im Alter von 49 Jahren. Nach einer dreijährigen Trauerzeit heiratete Gottsched 1765 in Camburg an der Saale seine zweite Ehefrau, die 19-jährige Ernestine Susanne Katharina Neunes (1746–1811).
Im darauf folgenden Jahr starb Johann Christoph Gottsched im Alter von 66 Jahren am 12. Dezember 1766 in Leipzig.
1729 wurde er als auswärtiges Mitglied in die Königlich Preußische Sozietät der Wissenschaften aufgenommen.
U.a. in Berlin, Ingolstadt und Leipzig wurden Straßen nach ihm benannt.

## Rolle im barocken Sprachenstreit
Eine besondere Bedeutung kommt Johann Christoph Gottsched im spätbarocken Sprachenstreit um die Definition einer allgemein gültigen deutschen Schriftnorm zu. Er gehörte dabei zu der Anomalisten genannten Fraktion, die eine Norm auf Basis einer deutschen Mundart kreieren wollte, nämlich des ostmitteldeutschen Sächsischen. Dies stieß in anderen Sprachregionen, deren lokale Besonderheiten nicht berücksichtigt werden sollten, auf massive Ablehnung. Besonders Sprachgelehrte aus der schwäbisch-alemannischen Region, aus der Schweiz, aus Bayern und aus Österreich, in denen noch in der oberdeutschen Schreibsprache geschrieben wurde, hatten für die Ziele Gottscheds und seiner Deutschen Gesellschaft in Leipzig kein Verständnis. Durch die Initiative der sächsischen und schlesischen Sprachgesellschaften war auch diese Sprachenfrage erst in den 1740er Jahren ein drängendes Thema geworden.

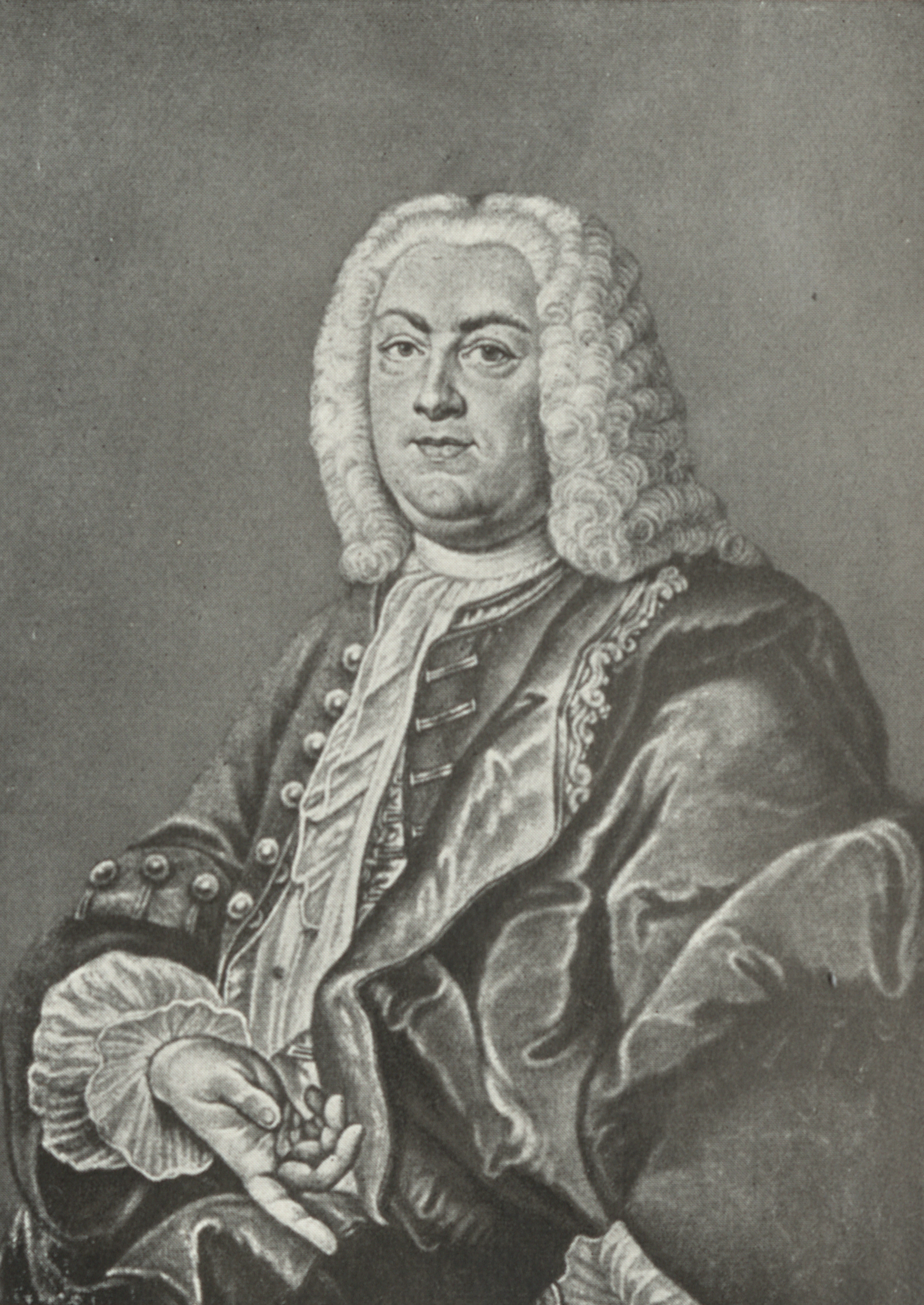
Johann Christoph Gottsched, Gemälde von Anna Maria Werner

Besondere Ablehnung bis offene Feindschaft erhielt Gottsched von folgenden Zeitgenossen:
- aus dem Breisgau:
  - Augustin Dornblüth
  - Sebastian Sailer
- aus der Schweiz:
  - Johann Jakob Bodmer
  - Johann Caspar Lavater
  - Johann Jakob Breitinger
- aus Bayern:
  - Gelasius Hieber
  - Johann Georg von Lori
  - Carl Friedrich Aichinger
- aus Österreich:
  - Johann Balthasar Antesperg
  - Johann Siegmund Popowitsch

Die Gegnerschaft vor allem der angesehenen Schweizer Gelehrten Bodmer und Breitinger führten sogar dazu, dass ihm nicht wenige seiner Leipziger Gefährten die Freundschaft aufkündigten und ihn aus der Deutschen Gesellschaft ausschlossen. Der Zürcher Professor Johann Jakob Bodmer sprach sich in seiner 1746 veröffentlichten Schrift Lob der Mundart entschieden für die regionale Vielfalt der deutschen Sprache aus und nannte Gottsched einen „tyrannischen Sprachrichter aus Sachsen“. Im Übrigen meinte er, keinem Volk stehe es zu, andere sprachlich zu knechten. Im Kurfürstentum Bayern wurde hingegen versucht, die eigene oberdeutsche Schreibsprache mit Hilfe der Wissenschaftszeitschrift Parnassus Boicus auszubauen. Im habsburgischen Österreich reagierte man zunächst diplomatisch und lud Gottsched 1749 nach Wien ein, damit er dort seine Thesen vortragen könne. Nachdem die Kaiserin Maria Theresia sein Stück Cato im Wiener Burgtheater gesehen hatte, gelang es ihm über Vermittlung des Grafen Nikolaus Esterházy, zu einer Audienz bei Hofe vorgelassen zu werden, und entgegen seiner sonstigen Überzeugung lobte er bei dieser Gelegenheit das dialektale und vom sächsischen Sprachgebrauch stark abweichende Deutsch der Kaiserin in höchsten Tönen. Dennoch konnte er in Wien zunächst nur sehr wenige Anhänger für seine konstruierte Sprachnorm finden, da sich ihm einflussreiche Gelehrte mit eigenen Grammatiken entgegenstellten, wie Johann Balthasar Antesperg (Die kayserliche Grammatick, oder Kunst, die deutsche Sprache recht zu reden, und ohne Fehler zu schreiben, 1747) und Johann Siegmund Popowitsch (Die nothwendigsten Anfangsgründe der teutschen Sprachkunst, zum Gebrauche der oesterreichischen Schulen ausgefertigt, 1754). Auch der süddeutsche katholische Klerus, allen voran die Jesuiten, Augustiner und Benediktiner, lehnten das lutherische Sächsisch als überregionale Schriftnorm ab und unterrichteten in ihren Schulen und Universitäten weiter die bisher verwendete oberdeutsche Art zu schreiben. Der österreichische Piaristenorden entschied sich hingegen 1763 ganz pragmatisch, sowohl die Grammatik von Gottsched als auch die von Popowitsch nebeneinander zu unterrichten.
Erst nach dem Tode Gottscheds 1766 begann dieser oberdeutsche Widerstand zu bröckeln, und schließlich wurde der spätbarocke Sprachenstreit im Jahre 1774 nicht durch Einigkeit der Gelehrten, sondern durch die Politik entschieden. Nach dem Siebenjährigen Krieg (1756 bis 1763) war die politische Position Österreichs so geschwächt, dass ein oberdeutscher Sonderweg nicht mehr möglich schien. Kaiserin Maria Theresia war deshalb aus strategischen Gründen an einer gemeinsamen Norm sowohl in ihren österreichischen Erblanden als auch im Reich gelegen, und weil im Norden die Opposition gegen jeglichen oberdeutsch gefärbten Standard zu groß war, wurde mit Einführung der allgemeinen Schulpflicht in Österreich auch das Gottsched’sche Deutsch als offizieller Standard festgelegt. Dies wurde 1780 noch einmal von ihrem Sohn Kaiser Joseph II. bestätigt und auch für die kaiserliche Beamtenschaft als verbindliche Norm festgelegt. Nachdem sich Österreich entschieden hatte, gaben auch die anderen süddeutschen Länder ihren Widerstand auf, und das Gottsched’sche Deutsch wurde zum neuen überregionalen Standarddeutsch.

## Historisch-kritische Ausgabe des Briefwechsels
Seit dem Jahr 2000 existiert bei der Sächsischen Akademie der Wissenschaften das Projekt einer historisch-kritischen Ausgabe des Briefwechsels von Gottsched, wobei auch der Briefwechsel seiner Frau Luise Adelgunde Victorie mit einbezogen wird. Leiter des Projekts ist der Leipziger Historiker Manfred Rudersdorf, Leiter der Arbeitsstelle war der 2015 verstorbene Historiker und Theologe Detlef Döring. Das Projekt wird im Akademienprogramm von Bund und Ländern gefördert. Insgesamt handelt es sich um 6.000 Schreiben, die im Volltext in chronologischer Reihenfolge ediert werden. Nach Aussagen der Akademie bildet der Briefwechsel „eines der aussagekräftigen Dokumente der Geschichte der deutschen Aufklärung im zweiten Drittel des 18. Jahrhunderts“. Seit 2007 sind im Walter de Gruyter-Verlag bisher 16 Bände erschienen, die Briefe von 1722 bis 1751 umfassen (Stand 2023). Insgesamt soll die Ausgabe 25 Bände umfassen.

## Werke

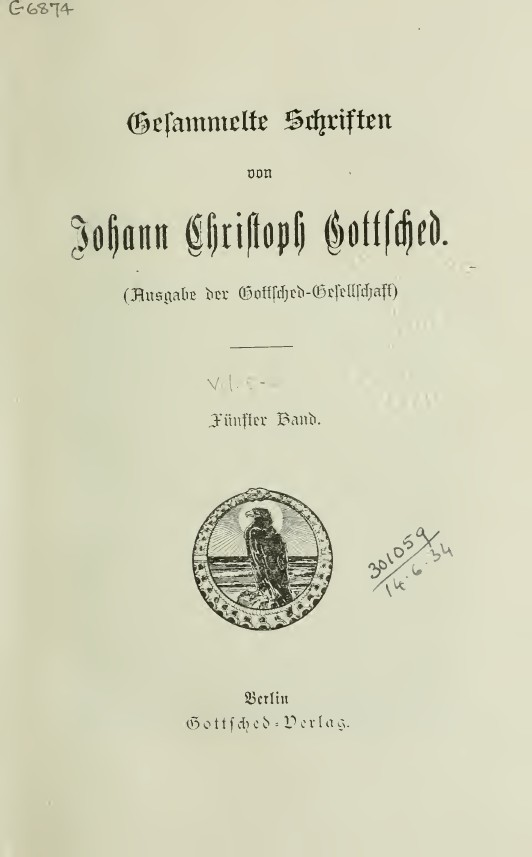
Gedichte

### Theoretische Werke
- Versuch einer critischen Dichtkunst vor die Deutschen, Leipzig 1729, Veröffentlichung vordatiert auf 1730 (Deutsches Textarchiv; Digitalisat der Auflage Leipzig 1751)
- Erste Gründe der gesamten Weltweisheit, Leipzig 1733 (Digitalisat der fotomech. Reproduktion)
- Ausführliche Redekunst, Leipzig 1736
- Die deutsche Schaubühne, Leipzig 1741–1745 (Nachdruck 1972 publiziert)
- Grundlegung einer deutschen Sprachkunst, Leipzig 1748
- Vorübungen der Beredsamkeit (Rhetorik-Schulbuch), Leipzig 1754
- Vorübungen der lateinischen und deutschen Dichtkunst, Leipzig 1775 (Digitalisat)

### Literarische Werke
- Sterbender Cato 1732

### Zeitschriften
- Die vernünftigen Tadlerinnen. 1725–1726, Olms, Hildesheim, 1993 (Nachdruck der Ausgabe Frankfurt 1725/26)
- Der Biedermann. 1727–1729, Leipzig: Deer (ZDB-ID 130685-6; Metzler, Stuttgart 1997, ISBN 3-476-00317-5: Faksimile-Druck der Original-Ausgabe Leipzig 1727–1729, mit einem Nachwort und Erläuterungen hrsg. von Wolfgang Martens)
- Beyträge zur critischen Historie der deutschen Sprache, Poesie und Beredsamkeit. Olms, Hildesheim, 1970 (Nachdruck der Ausgabe Leipzig 1732/45)
- Neuer Büchersaal der schönen Wissenschaften und freyen Künste. 1745–1750, Saur (MF-Ausgabe), München 1994 (Nachdruck der Ausgabe Leipzig 1732/45)
  - Inhaltserschließung des Neuen Büchersaals – Projekt Gelehrte Journale (GJZ 18) der  Niedersächsischen Akademie der Wissenschaften zu Göttingen
- Das Neueste aus der anmuthigen Gelehrsamkeit. 1751–1762, Saur (MF-Ausgabe), München 1994 (Nachdruck der Ausgabe Leipzig 1732/45)
  - Inhaltserschließung der Zeitschrift Das Neueste aus der anmuthigen Gelehrsamkeit – Projekt Gelehrte Journale (GJZ 18) der  Niedersächsischen Akademie der Wissenschaften zu Göttingen
- Johann Joachim Schwabe: Belustigungen des Verstandes und des Witzes. 1741–1745[14]

### Sonstiges
- Gedächtnissrede auf den unsterblich verdienten Dom Herrn in Frauenberg, Nicolaus Copernicus, Leipzig 1743 (Digitalisat in der Google-Buchsuche)
- Herrn Peter Baylens, weyland Professors der Philosophie und Historie zu Rotterdam,  Historisches und Critisches Wörterbuch, nach der neuesten Auflage von 1740 ins Deutsche übersetzt; auch mit einer Vorrede und verschiedenen Anmerkungen sonderlich bey anstößigen Stellen versehen, von Johann Christoph Gottscheden...in vier Teilen. Leipzig : Breitkopf, 1741–1744 (4 Bde.)
- Handlexikon oder kurzgefaßtes Wörterbuch der schönen Wissenschaften und freyen Künste. Leipzig: Gleditsch, 1760

### Werkausgaben
- Ausgewählte Werke. Hrsg. von Joachim Birke. 12 Bände. De Gruyter, Berlin 1968–1995 (Ausgaben deutscher Literatur des XV. bis XVIII. Jahrhunderts).
- Briefwechsel. Unter Einschluß des Briefwechsels von Luise Adelgunde Victorie Gottsched. Historisch-kritische Ausgabe. Im Auftrag der Sächsischen Akademie der Wissenschaften zu Leipzig herausgegeben von Detlef Döring, Manfred Rudersdorf, Rüdiger Otto, Michael Schlott, Franziska Menzel, Caroline Köhler. Verlag De Gruyter, Berlin u. a. 2007 ff.:
  - Band 1: 1722–1730. 2007, ISBN 978-3-11-018381-8;
  - Band 2: 1731–1733. 2008, ISBN 978-3-11-020306-6;
  - Band 3: 1734–1735. 2009, ISBN 978-3-11-021561-8;
  - Band 4: 1736–1737. 2010, ISBN 978-3-11-023292-9;
  - Band 5: 1738 – Juni 1739. 2011, ISBN 978-3-11-025864-6;
  - Band 6: Juli 1739 – Juli 1740. 2012, ISBN 978-3-11-028725-7;
  - Band 7: August 1740 – Oktober 1741. 2013, ISBN 978-3-11-029700-3;
  - Band 8: November 1741 – Oktober 1742. 2014, ISBN 978-3-11-034979-5;
  - Band 9: November 1742 – Februar 1744. 2015, ISBN 978-3-11-042589-5;
  - Band 10: März 1744 – September 1745. 2016, ISBN 978-3-11-046629-4;
  - Band 11: Oktober 1745 – September 1746. 2017, ISBN 978-3-11-052894-7;
  - Band 14: November 1748 – September 1749. 2020, ISBN 978-3-11-067890-1;
  - Band 15: Oktober 1749 – Mai 1750. 2021, ISBN 978-3-11-072876-7;
  - Band 16: Juni 1750 – März 1751. 2022, ISBN 978-3-11-077407-8.[15]
  - Band 17: April 1751 – Oktober 1751. 2023, ISBN  978-3-11-101218-6;
  - Band 18: November 1751 – April 1752. 2024, ISBN 978-3-11107178-7